# Saint-Amand-de-Vergt
Pour les articles homonymes, voir Saint-Amand et Vergt (homonymie).
Saint-Amand-de-Vergt est une commune française située dans le département de la Dordogne, en région Nouvelle-Aquitaine.

## Géographie

### Généralités
La commune de Saint-Amand-de-Vergt, traversée par le 45e parallèle nord, est de ce fait située à égale distance du pôle Nord et de l'équateur terrestre (environ 5 000 km).
Elle se situe en limites du Périgord central, du Bergeracois et du Landais.
Le territoire communal est traversé d'est en ouest par la route départementale (RD) 42 et desservi au nord par les RD 8 et 21.
Établi en bordure de la RD 42, sur la ligne de crête qui sépare les bassins versants du Caudeau et du Vern, le village de Saint-Amand-de-Vergt  se situe, en distances orthodromiques, quatre kilomètres au sud-sud-ouest de Vergt et dix-sept kilomètres au nord de Lalinde.

### Communes limitrophes
Saint-Amand-de-Vergt est limitrophe de cinq autres communes. Au nord-ouest, son territoire est distant de moins de 650 mètres de celui de Beauregard-et-Bassac.
| Saint-Mayme-de-Péreyrol | Vergt                    |                           |
|                         | Saint-Amand-de-Vergt     | Saint-Michel-de-Villadeix |
| Fouleix                 | Val de Louyre et Caudeau |                           |

### Géologie et relief

#### Géologie
Situé sur la plaque nord du Bassin aquitain et bordé à son extrémité nord-est par une frange du Massif central, le département de la Dordogne présente une grande diversité géologique. Les terrains sont disposés en profondeur en strates régulières, témoins d'une sédimentation sur cette ancienne plate-forme marine. Le département peut ainsi être découpé sur le plan géologique en quatre gradins différenciés selon leur âge géologique. Saint-Amand-de-Vergt est située dans le troisième gradin à partir du nord-est, un plateau formé de calcaires hétérogènes du Crétacé.
Les couches affleurantes sur le territoire communal sont constituées de formations superficielles du Quaternaire et de roches sédimentaires datant pour certaines du Cénozoïque, et pour d'autres du Mésozoïque. La formation la plus ancienne, notée c4b-c, date du Santonien moyen à supérieur, composée de calcaire crayo-glauconieux avec niveaux à huîtres (P. vesicularis), devenant au sommet plus grossier à silex et rudistes (formation de Saint-Félix-de-Reillac), faciès pouvant évoluer vers des sables fins et grès carbonatés à rudistes. La formation la plus récente, notée CFvs, fait partie des formations superficielles de type colluvions carbonatées de vallons secs : sable limoneux à débris calcaires et argile sableuse à débris. Le descriptif de ces couches est détaillé dans  les feuilles « no 782 - Mussidan » et « no 806 - Bergerac » de la carte géologique au 1/50 000 de la France métropolitaine, et leurs notices associées,.

Carte géologique de Saint-Amand-de-Vergt.

#### Relief et paysages
Le département de la Dordogne se présente comme un vaste plateau incliné du nord-est (491 m, à la forêt de Vieillecour dans le Nontronnais, à Saint-Pierre-de-Frugie) au sud-ouest (2 m à Lamothe-Montravel). L'altitude du territoire communal varie quant à elle entre 110 mètres au sud, au niveau du lieu-dit la Rousique, là où le Caudeau quitte la commune pour entrer sur celle de Saint-Laurent-des-Bâtons, et 215 mètres au nord-est, sur la RD 42, en limite de la commune de Fouleix.
Dans le cadre de la Convention européenne du paysage entrée en vigueur en France le 1er juillet 2006, renforcée par la loi du 8 août 2016 pour la reconquête de la biodiversité, de la nature et des paysages, un atlas des paysages de la Dordogne a été élaboré sous maîtrise d’ouvrage de l’État et publié en octobre 2020. Les paysages du département s'organisent en huit unités paysagères,. La commune fait partie du Périgord central, un paysage vallonné, aux horizons limités par de nombreux bois, plus ou moins denses, parsemés de prairies et de petits champs.
La superficie cadastrale de la commune publiée par l'Insee, qui sert de référence dans toutes les statistiques, est de 12,66 km2,,. La superficie géographique, issue de la BD Topo, composante du Référentiel à grande échelle produit par l'IGN, est quant à elle de 13,03 km2.

### Hydrographie

#### Réseau hydrographique
La commune est située dans le bassin de la Dordogne au sein du Bassin Adour-Garonne. Elle est drainée par le Caudeau, le Retz et par divers petits cours d'eau, qui constituent un réseau hydrographique de 8 km de longueur totale,.
Le Caudeau, d'une longueur totale de 38,47 km, prend sa source dans la commune de Veyrines-de-Vergt et se jette dans la Dordogne en rive droite à Bergerac, juste en aval du barrage de Bergerac. Il marque la limite communale au sud-est sur 800 mètres, face à la commune de Val de Louyre et Caudeau.
Son affluent de rive droite le Retz borde la commune au sud-est sur un kilomètre, face à Fouleix.

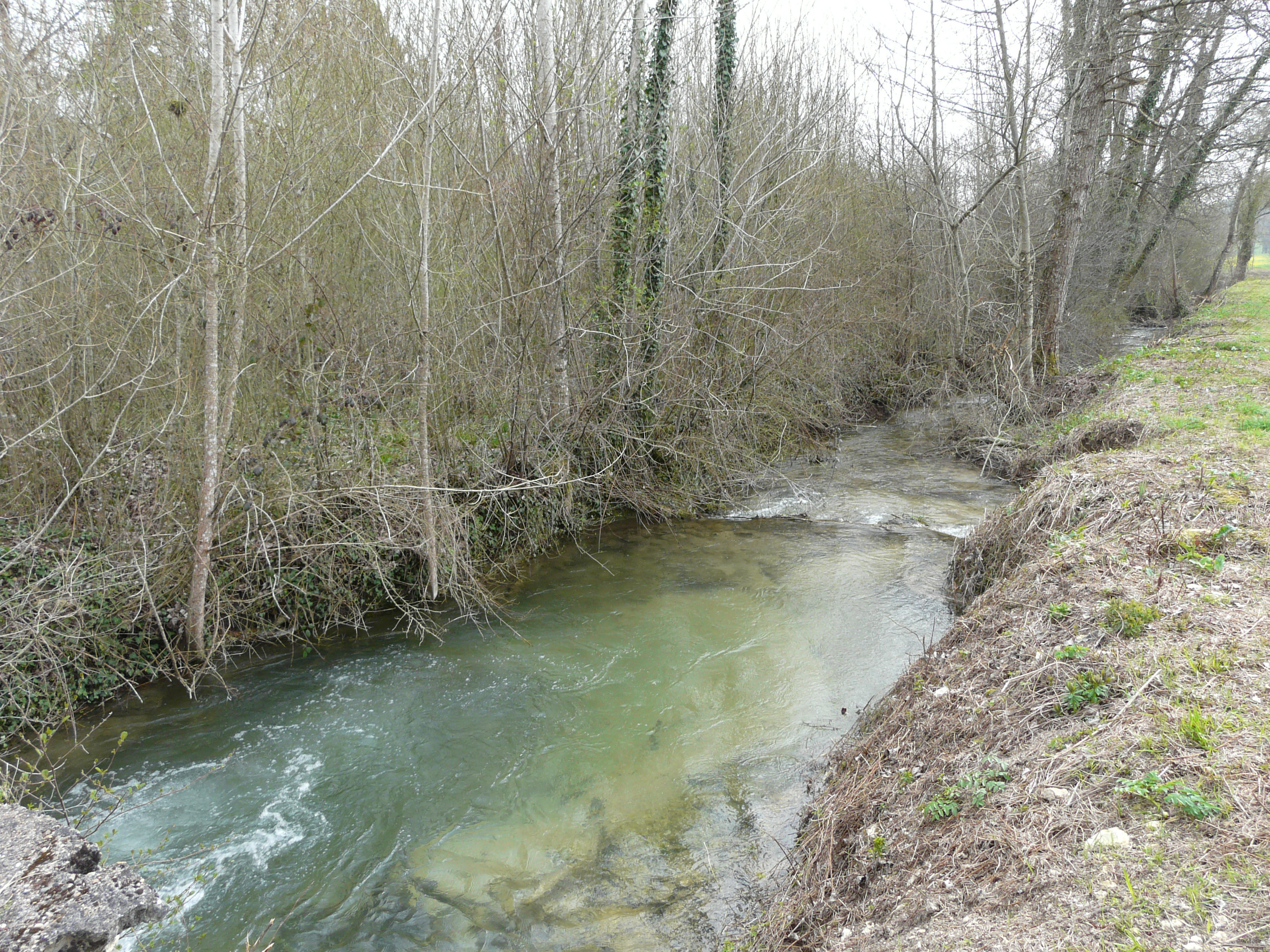
Le Caudeau au sud-est de la commune, près du lieu-dit Guillegorce.
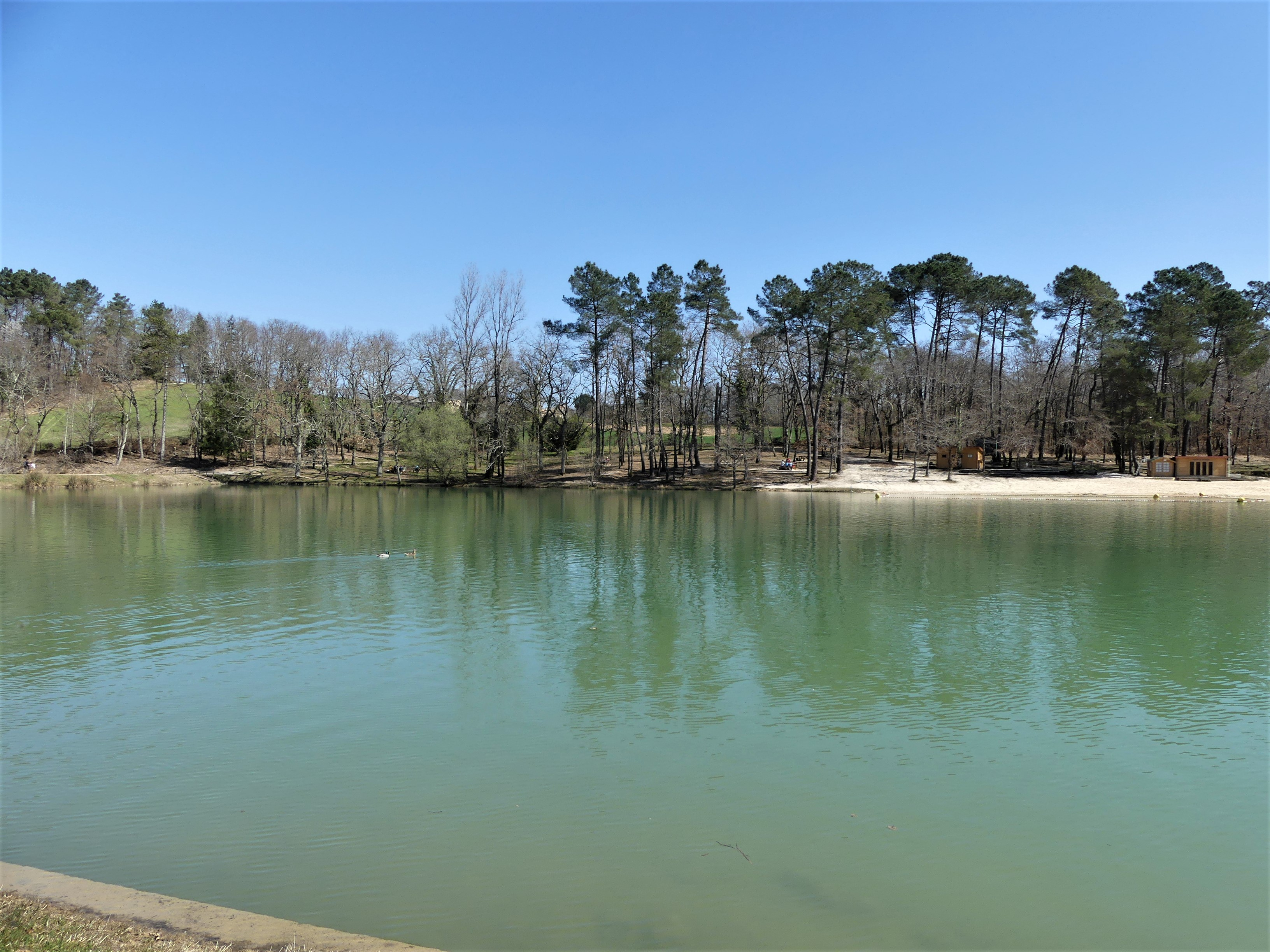
Le lac de Neufont.
Réseaux hydrographique et routier de Saint-Amand-de-Vergt.
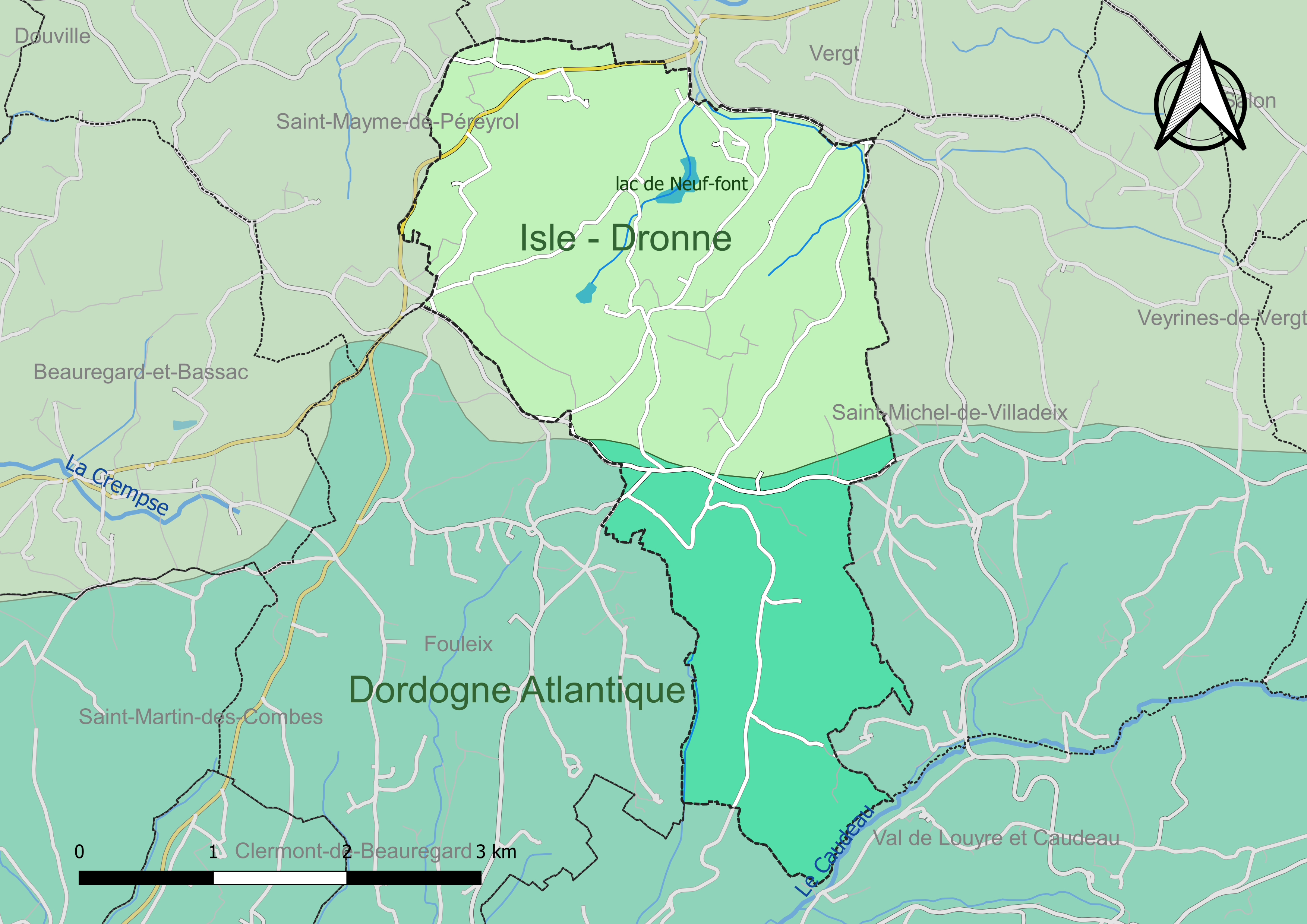
Carte des schémas d'aménagement et de gestion des eaux (SAGE) couvrant le territoire communal de Saint-Amand-de-Vergt.

#### Gestion et qualité des eaux
Le territoire communal est couvert par les schémas d'aménagement et de gestion des eaux (SAGE) « Dordogne Atlantique » et « ». Le SAGE « Dordogne Atlantique », dont le territoire correspond au sous‐bassin le plus aval du bassin versant de la Dordogne (aval de la confluence Dordogne - Vézère)., d'une superficie de 2 700 km2 est en cours d'élaboration. La structure porteuse de l'élaboration et de la mise en œuvre est l'établissement public territorial de bassin de la Dordogne (EPIDOR). Le SAGE « Isle - Dronne », dont le territoire regroupe les bassins versants de l'Isle et de la Dronne, d'une superficie de 7 500 km2, a été approuvé le 2 août 2021. La structure porteuse de l'élaboration et de la mise en œuvre est également l'EPIDOR. Ils définissent chacun sur leur territoire les objectifs généraux d’utilisation, de mise en valeur et de protection quantitative et qualitative des ressources en eau superficielle et souterraine, en respect des objectifs de qualité définis dans le troisième SDAGE  du Bassin Adour-Garonne qui couvre la période 2022-2027, approuvé le 10 mars 2022.
La commune est partagée entre deux bassins versants : au nord celui de l'Isle avec des ruisseaux affluents du Vern et au sud celui de la Dordogne, avec notamment son affluent le Caudeau. Les deux tiers nord du territoire dépendent donc du SAGE Isle - Dronne. Au sud, le tiers restant est rattaché au SAGE Dordogne Atlantique.
La qualité des eaux de baignade et des cours d’eau peut être consultée sur un site dédié géré par les agences de l’eau et l’Agence française pour la biodiversité.

### Climat
Pour des articles plus généraux, voir Climat de la Nouvelle-Aquitaine et Climat de la Dordogne.
En 2010, le climat de la commune est de type climat océanique altéré, selon une étude s'appuyant sur une série de données couvrant la période 1971-2000. En 2020, Météo-France publie une typologie des climats de la France métropolitaine dans laquelle la commune est toujours exposée à un climat océanique altéré et est dans la région climatique  Aquitaine, Gascogne, caractérisée par une pluviométrie abondante au printemps, modérée en automne, un faible ensoleillement au printemps, un été chaud (19,5 °C), des vents faibles, des brouillards fréquents en automne et en hiver et des orages fréquents en été (15 à 20 jours).
Pour la période 1971-2000, la température annuelle moyenne est de 12,1 °C, avec  une amplitude thermique annuelle de 15 °C. Le cumul annuel moyen de précipitations est de 906 mm, avec 12,2 jours de précipitations en janvier et 7,1 jours en juillet. Pour la période 1991-2020, la température moyenne annuelle observée sur la station météorologique la plus proche, située sur la commune de Coulounieix-Chamiers à 22 km à vol d'oiseau, est de 13,1 °C et le cumul annuel moyen de précipitations est de 912,2 mm,. Pour l'avenir, les paramètres climatiques de la commune estimés pour 2050 selon différents scénarios d’émission de gaz à effet de serre sont consultables sur un site dédié publié par Météo-France en novembre 2022.

## Urbanisme

### Typologie
Au 1er janvier 2024, Saint-Amand-de-Vergt est catégorisée commune rurale à habitat très dispersé, selon la nouvelle grille communale de densité à 7 niveaux définie par l'Insee en 2022.
Elle est située hors unité urbaine et hors attraction des villes,.

### Occupation des sols
L'occupation des sols de la commune, telle qu'elle ressort de la base de données européenne d’occupation biophysique des sols Corine Land Cover (CLC), est marquée par l'importance des territoires agricoles (65,6 % en 2018), une proportion sensiblement équivalente à celle de 1990 (65,8 %). La répartition détaillée en 2018 est la suivante : 
zones agricoles hétérogènes (48,7 %), forêts (34,4 %), prairies (15,8 %), terres arables (1,1 %). L'évolution de l’occupation des sols de la commune et de ses infrastructures peut être observée sur les différentes représentations cartographiques du territoire : la carte de Cassini (XVIIIe siècle), la carte d'état-major (1820-1866) et les cartes ou photos aériennes de l'IGN pour la période actuelle (1950 à aujourd'hui).

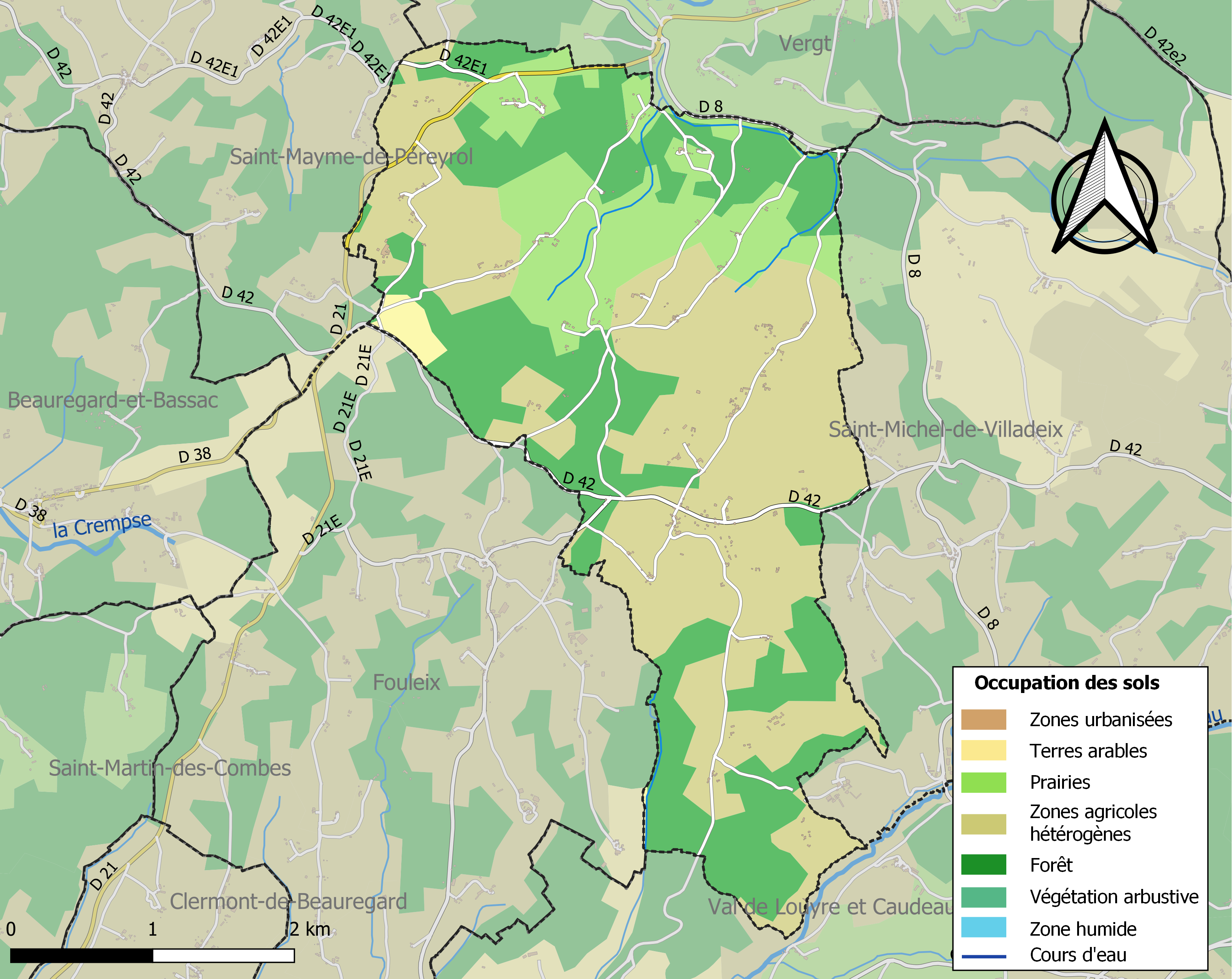
Carte des infrastructures et de l'occupation des sols de la commune en 2018 (CLC).

### Prévention des risques
Le territoire de la commune de Saint-Amand-de-Vergt est vulnérable à différents aléas naturels : météorologiques (tempête, orage, neige, grand froid, canicule ou sécheresse), inondations, feux de forêts, mouvements de terrains et séisme (sismicité très faible). Un site publié par le BRGM permet d'évaluer simplement et rapidement les risques d'un bien localisé soit par son adresse soit par le numéro de sa parcelle.
Certaines parties du territoire communal sont susceptibles d’être affectées par le risque d’inondation par débordement de cours d'eau, notamment le Caudeau. La commune a été reconnue en état de catastrophe naturelle au titre des dommages causés par les inondations et coulées de boue survenues en 1982, 1983 et 1999,. Le risque inondation est pris en compte dans l'aménagement du territoire de la commune par le biais du plan de prévention des risques inondation (PPRI) de la « vallée du Caudeau », couvrant 14 communes et approuvé le 11 septembre 2015, pour les crues du Caudeau,.
Saint-Amand-de-Vergt est exposée au risque de feu de forêt. L’arrêté préfectoral du 14 mars 2013 fixe les conditions de pratique des incinérations et de brûlage dans un objectif de réduire le risque de départs d’incendie. À ce titre, des périodes sont déterminées : interdiction totale du 15 février au 15 mai et du 15 juin au 15 octobre, utilisation réglementée du 16 mai au 14 juin et du 16 octobre au 14 février. En septembre 2020, un plan inter-départemental de protection des forêts contre les incendies (PidPFCI) a été adopté pour la période 2019-2029,.

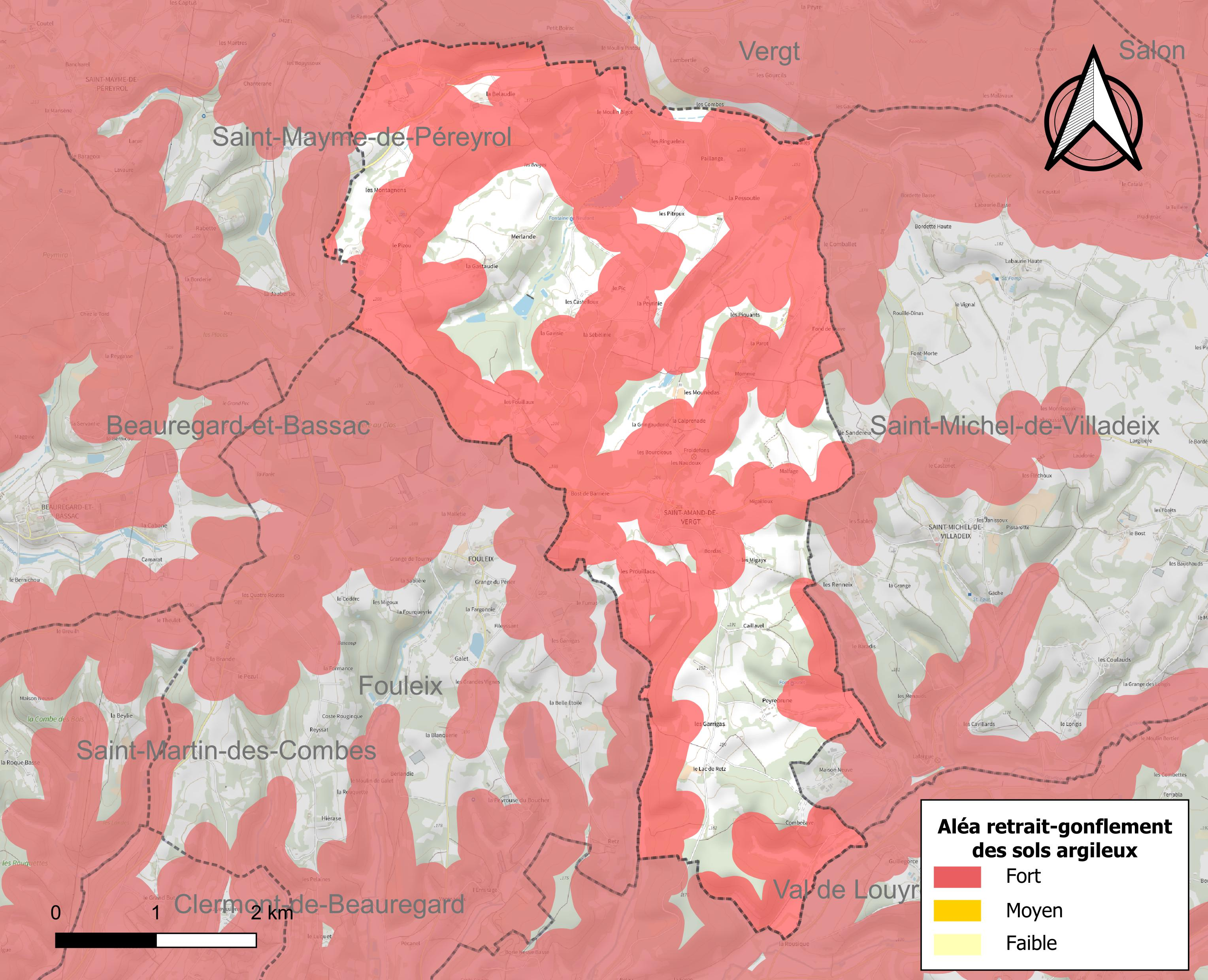
Carte des zones d'aléa retrait-gonflement des sols argileux de Saint-Amand-de-Vergt.

Les mouvements de terrains susceptibles de se produire sur la commune sont des tassements différentiels. Le retrait-gonflement des sols argileux est susceptible d'engendrer des dommages importants aux bâtiments en cas d’alternance de périodes de sécheresse et de pluie. 71,3 % de la superficie communale est en aléa moyen ou fort (58,6 % au niveau départemental et 48,5 % au niveau national métropolitain). Depuis le 1er octobre 2020, en application de la loi ÉLAN, différentes contraintes s'imposent aux vendeurs, maîtres d'ouvrages ou constructeurs de biens situés dans une zone classée en aléa moyen ou fort,.
La commune a été reconnue en état de catastrophe naturelle au titre des dommages causés par la sécheresse en 1989, 2005 et 2011 et par des mouvements de terrain en 1999.

## Toponymie
Le nom de la commune évoque saint Amand, évêque de Bordeaux au Ve siècle. La proximité de Vergt explique la deuxième partie du nom de la commune, permettant ainsi dès 1730 de différencier le village de deux homonymes situés à une quarantaine de kilomètres, à proximité de Belvès et près de Montignac.
En occitan, la commune porte le nom de Sench Amand de Vern.

## Histoire
La première mention du village remonte au XIIIe siècle sous la forme Sen Chamen que l'on retrouve à la fin du siècle suivant en Sanctus Amandus.
En 1943-1944, un détachement des Chantiers de la jeunesse, qui fournit de la main-d'œuvre à la Société Guyenne-Pétrole, exploite sur la commune un chantier de carbonisation.

## Politique et administration

### Rattachements administratifs et électoraux
Dès 1790, la commune de Saint-Amand-de-Vergt a été rattachée au canton de Vergt qui dépendait du district de Perigueux jusqu'en 1795, date de suppression des districts. En 1801, le canton, qui prend un temps le nom de canton de Saint-Jean-de-Vergt, est rattaché à l'arrondissement de Périgueux.
Dans le cadre de la réforme de 2014 définie par le décret du 21 février 2014, ce canton disparaît aux élections départementales de mars 2015. La commune est alors rattachée au canton du Périgord central, dont le territoire est partagé entre les arrondissements de Périgueux et de Bergerac.

### Intercommunalité
Fin 2001, Saint-Amand-de-Vergt intègre dès sa création la communauté de communes du Pays vernois. Celle-ci est dissoute le 31 décembre 2013 et remplacée au 1er janvier 2014 par la communauté de communes du Pays vernois et du terroir de la truffe. Elle est elle-même dissoute le 31 décembre 2016 et ses communes sont intégrées à la communauté d'agglomération Le Grand Périgueux le 1er janvier 2017.

### Administration municipale
La population de la commune étant comprise entre 100 et 499 habitants au recensement de 2017, onze conseillers municipaux ont été élus en 2020,.

### Jumelages
Les communes du Pays vernois sont jumelées avec la ville canadienne de Saint-Jacques de Montcalm depuis 1996.

## Équipements et services publics

### Enseignement
En 2013, Saint-Amand-de-Vergt est organisée en regroupement pédagogique intercommunal (RPI) avec les communes de Fouleix, Saint-Laurent-des-Bâtons et Saint-Michel-de-Villadeix au niveau des classes de primaire. La commune n'a plus d'école mais une garderie et un centre périscolaire y fonctionnent. Les classes sont assurées par Saint-Laurent-des-Bâtons pour la maternelle, alors que celles de cours préparatoire et de CE1 s'effectuent à Fouleix, et celles de CE2 et de cours moyen à Saint-Michel-de-Villadeix.

### Justice
Dans le domaine judiciaire, Saint-Amand-de-Vergt relève : 
- du tribunal judiciaire, du tribunal pour enfants, du conseil de prud'hommes et du tribunal de commerce de Périgueux ;
- du pôle Nationalité du tribunal judiciaire de Périgueux (compétent uniquement dans le domaine de la nationalité) ;
- de la cour d'appel, du tribunal administratif et de la  cour administrative d'appel de Bordeaux.

## Population et société

### Démographie
L'évolution du nombre d'habitants est connue à travers les recensements de la population effectués dans la commune depuis 1793. Pour les communes de moins de 10 000 habitants, une enquête de recensement portant sur toute la population est réalisée tous les cinq ans, les populations de référence des années intermédiaires étant quant à elles estimées par interpolation ou extrapolation. Pour la commune, le premier recensement exhaustif entrant dans le cadre du nouveau dispositif a été réalisé en 2008.

En 2022, la commune comptait 245 habitants, en évolution de −0,41 % par rapport à 2016 (Dordogne : +0,37 %, France hors Mayotte : +2,11 %).
| 1793 | 1800 | 1806 | 1821 | 1831 | 1836 | 1841 | 1846 | 1851 |
| ---- | ---- | ---- | ---- | ---- | ---- | ---- | ---- | ---- |
| 745  | 690  | 704  | 715  | 765  | 794  | 734  | 811  | 693  |

| 1856 | 1861 | 1866 | 1872 | 1876 | 1881 | 1886 | 1891 | 1896 |
| ---- | ---- | ---- | ---- | ---- | ---- | ---- | ---- | ---- |
| 653  | 653  | 635  | 583  | 569  | 569  | 560  | 505  | 441  |

| 1901 | 1906 | 1911 | 1921 | 1926 | 1931 | 1936 | 1946 | 1954 |
| ---- | ---- | ---- | ---- | ---- | ---- | ---- | ---- | ---- |
| 434  | 429  | 412  | 342  | 331  | 343  | 339  | 283  | 274  |

| 1962 | 1968 | 1975 | 1982 | 1990 | 1999 | 2006 | 2008 | 2013 |
| ---- | ---- | ---- | ---- | ---- | ---- | ---- | ---- | ---- |
| 246  | 235  | 207  | 176  | 173  | 199  | 207  | 209  | 247  |

| 2018 | 2022 | - | - | - | - | - | - | - |
| ---- | ---- | - | - | - | - | - | - | - |
| 239  | 245  | - | - | - | - | - | - | - |

### Manifestations culturelles et festivités
- Festival de musique classique chaque été, en juillet-août, avec trois concerts dans l'église paroissiale (46e édition en 2025)[56].

## Économie

### Emploi
En 2015, parmi la population communale comprise entre 15 et 64 ans, les actifs représentent 112 personnes, soit 44,8 % de la population municipale. Le nombre de chômeurs (quinze) a augmenté par rapport à 2010 (neuf) et le taux de chômage de cette population active s'établit à 13,5 %.

### Établissements
Au 31 décembre 2015, la commune compte vingt-sept établissements, dont quinze au niveau des commerces, transports ou services, six dans l'agriculture, la sylviculture ou la pêche, trois dans la construction, deux relatifs au secteur administratif, à l'enseignement, à la santé ou à l'action sociale, et un dans l'industrie.

## Culture locale et patrimoine

### Lieux et monuments
- Église Saint-Amand, romane[42].
- Lac de Neufont[60] (ou de Neuf-Font), plan d'eau de quatre hectares avec base de loisirs, ouverte du 1er avril au 30 septembre (payante), et accessible gratuitement le reste de l'année[61]. En rénovation depuis 2021, le site a rouvert partiellement en juin 2023[62].

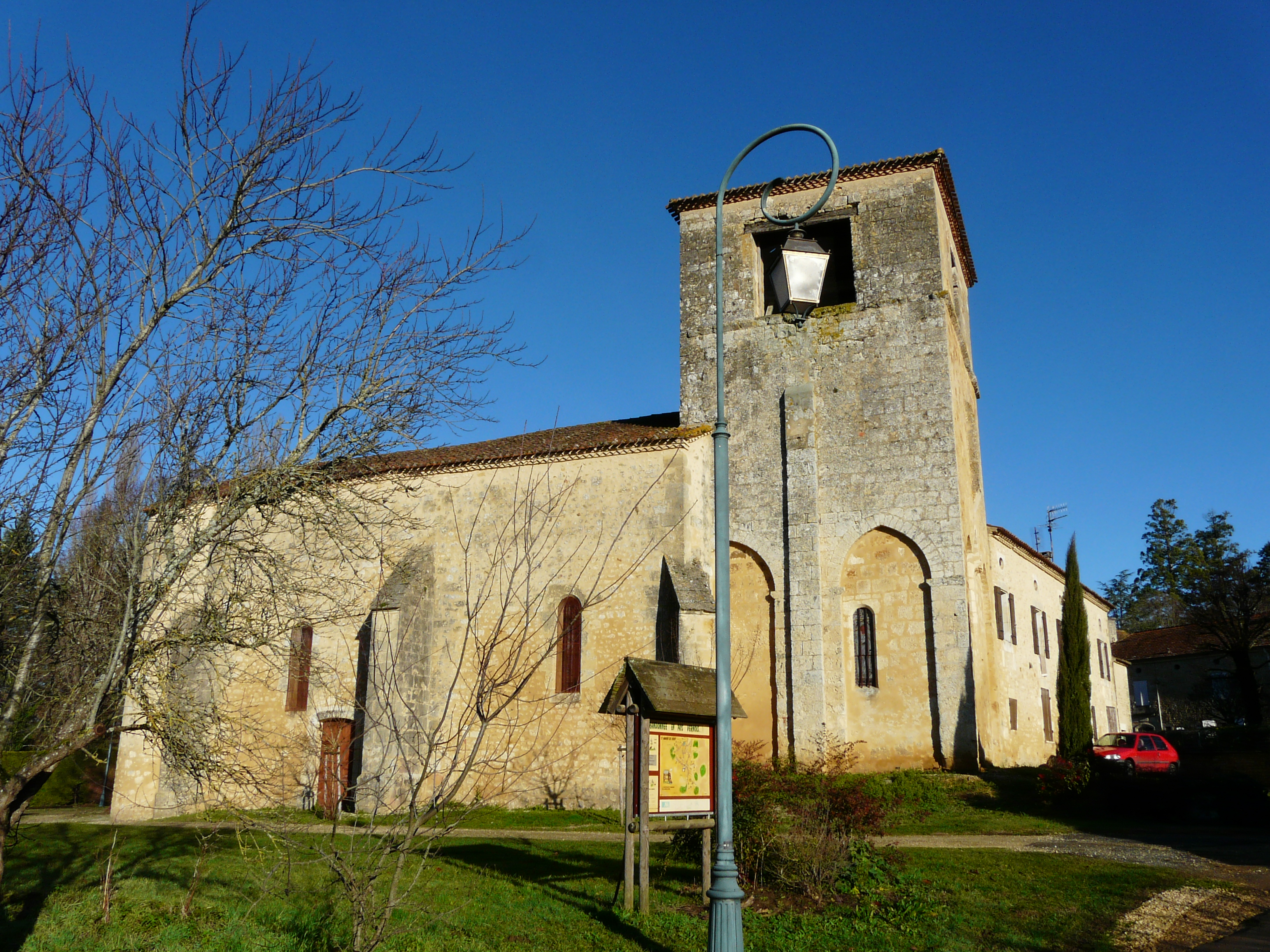
L'église Saint-Amand.
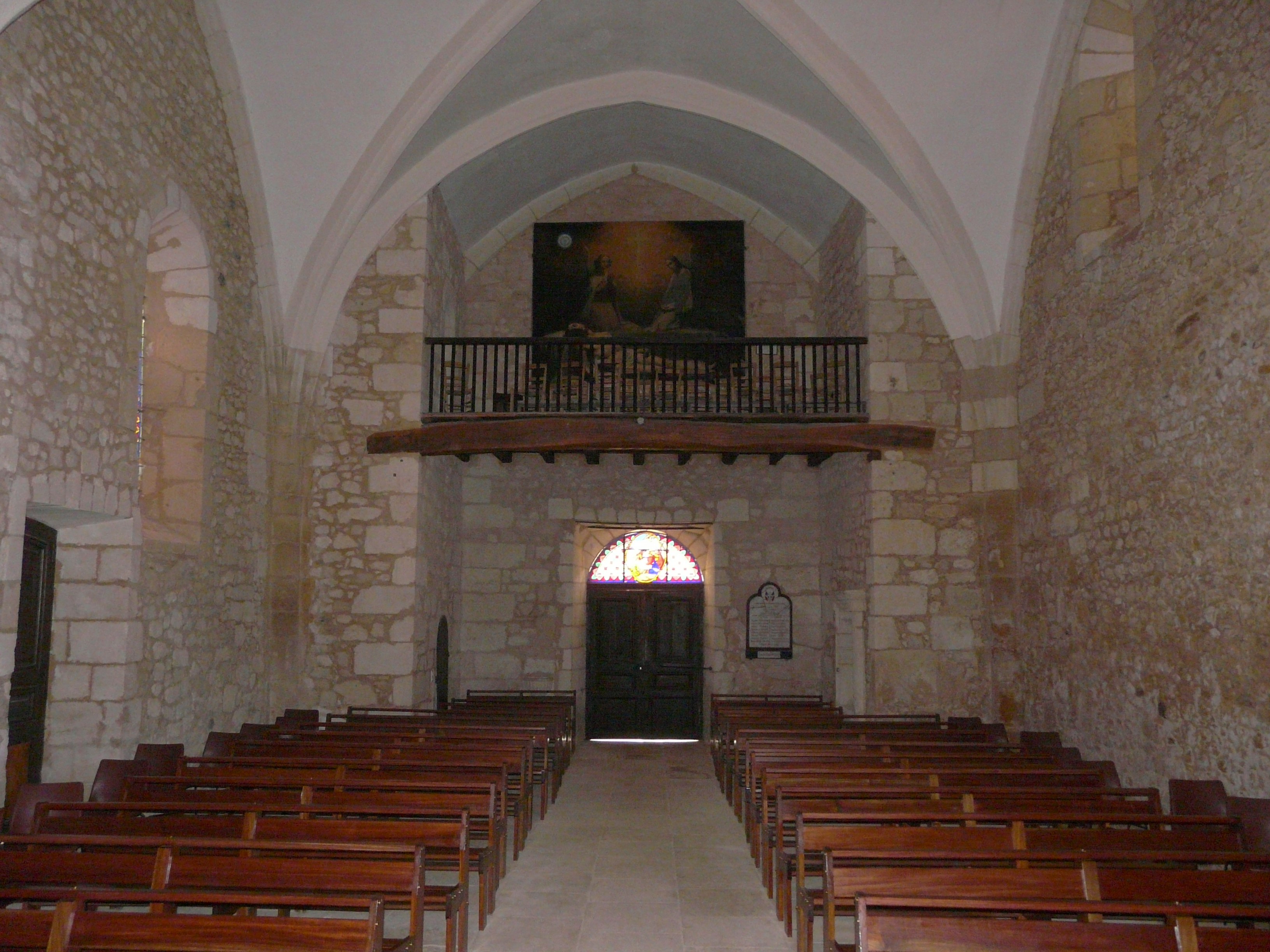
La nef de l'église.
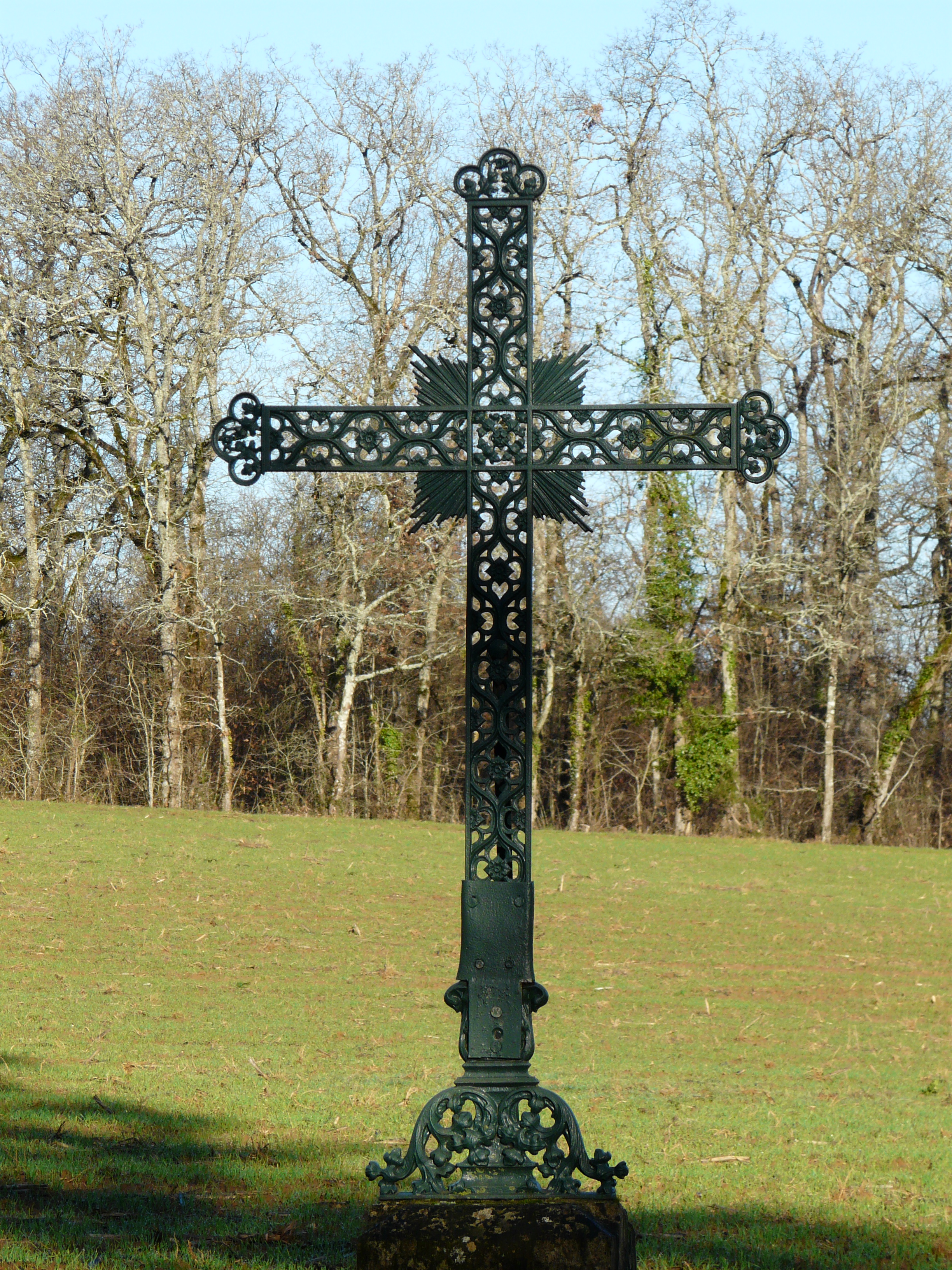
Croix le long de la route départementale 42.
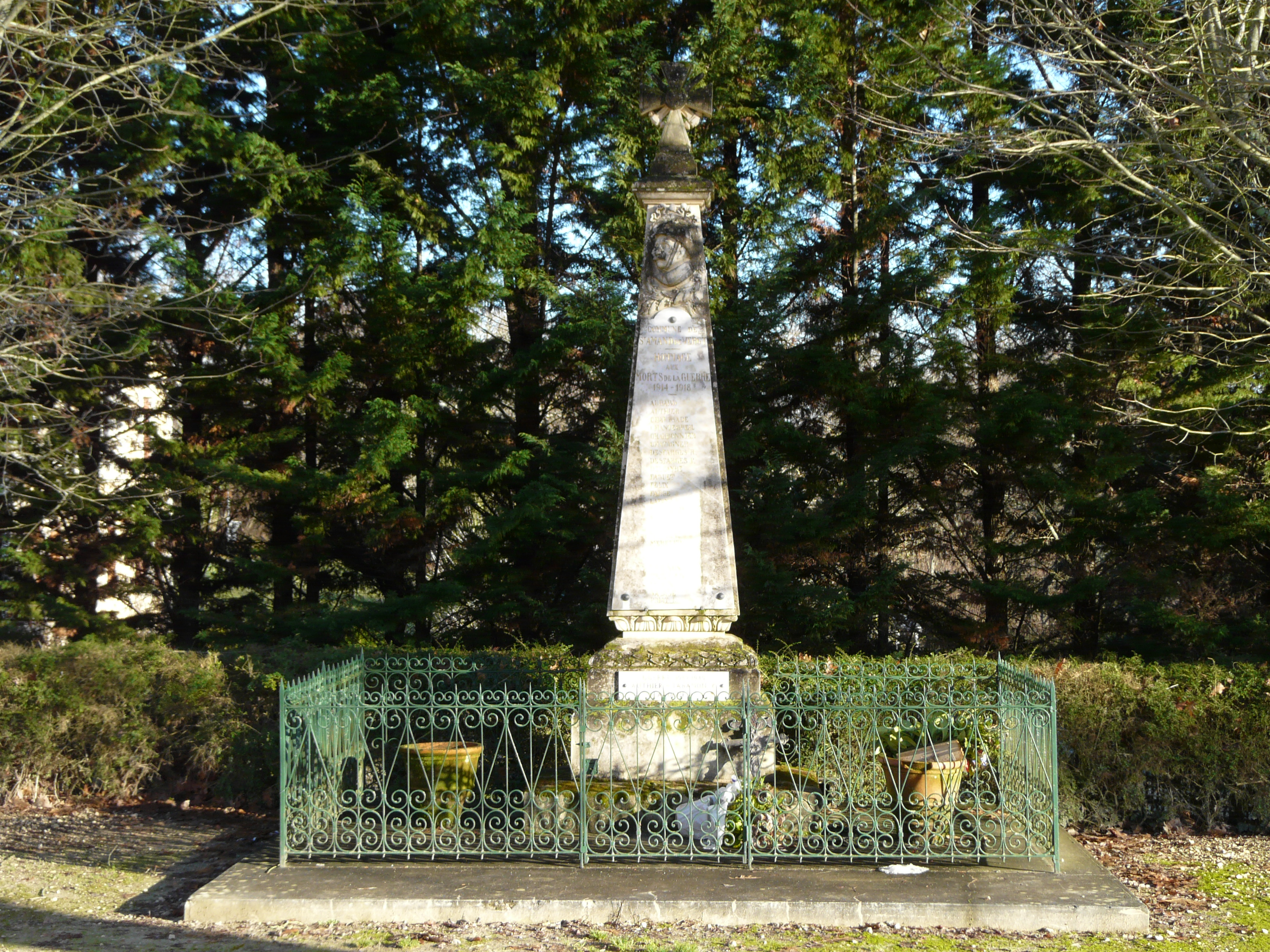
Le monument aux morts.
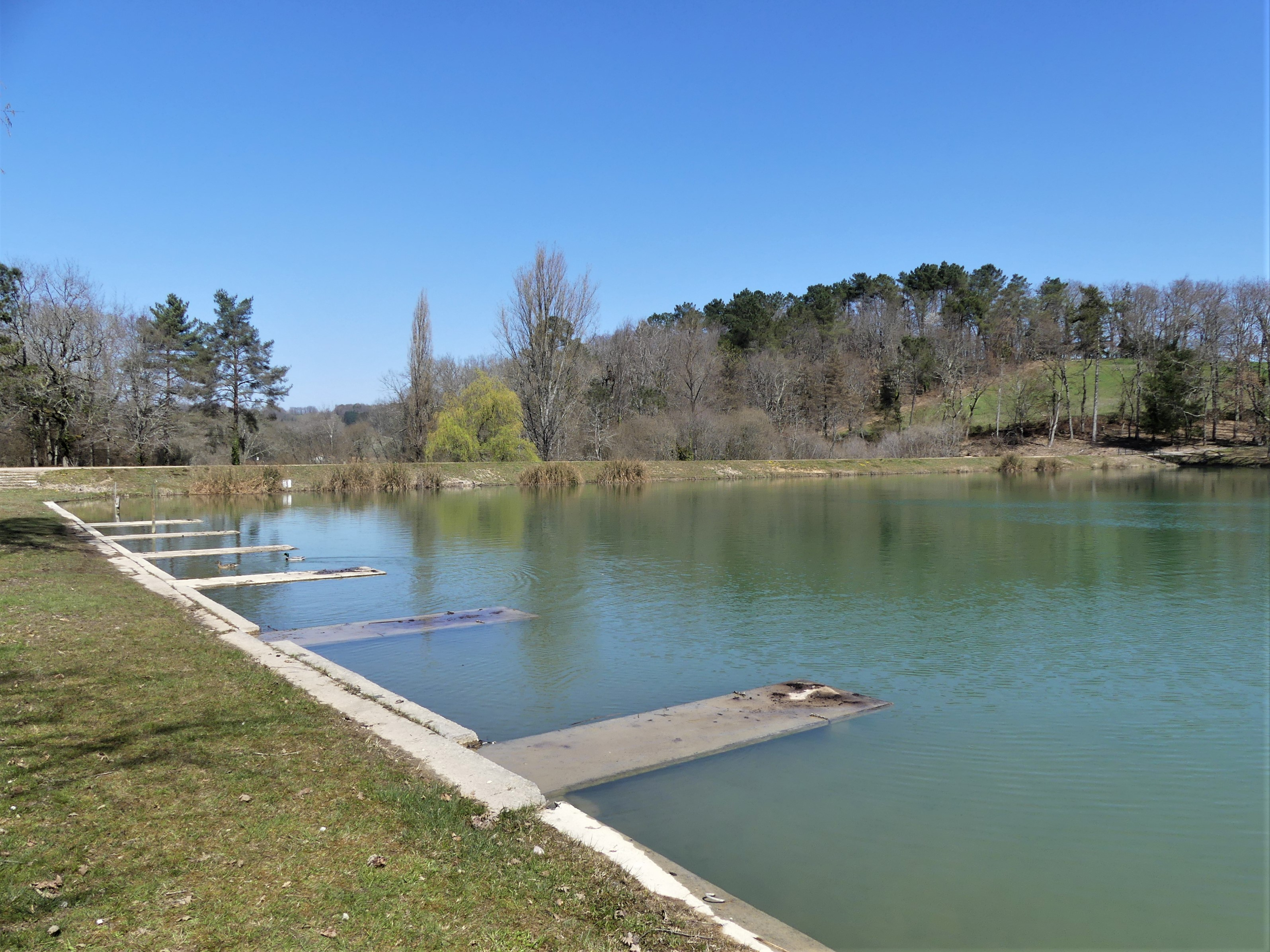
L'extrémité nord du lac de Neufont.
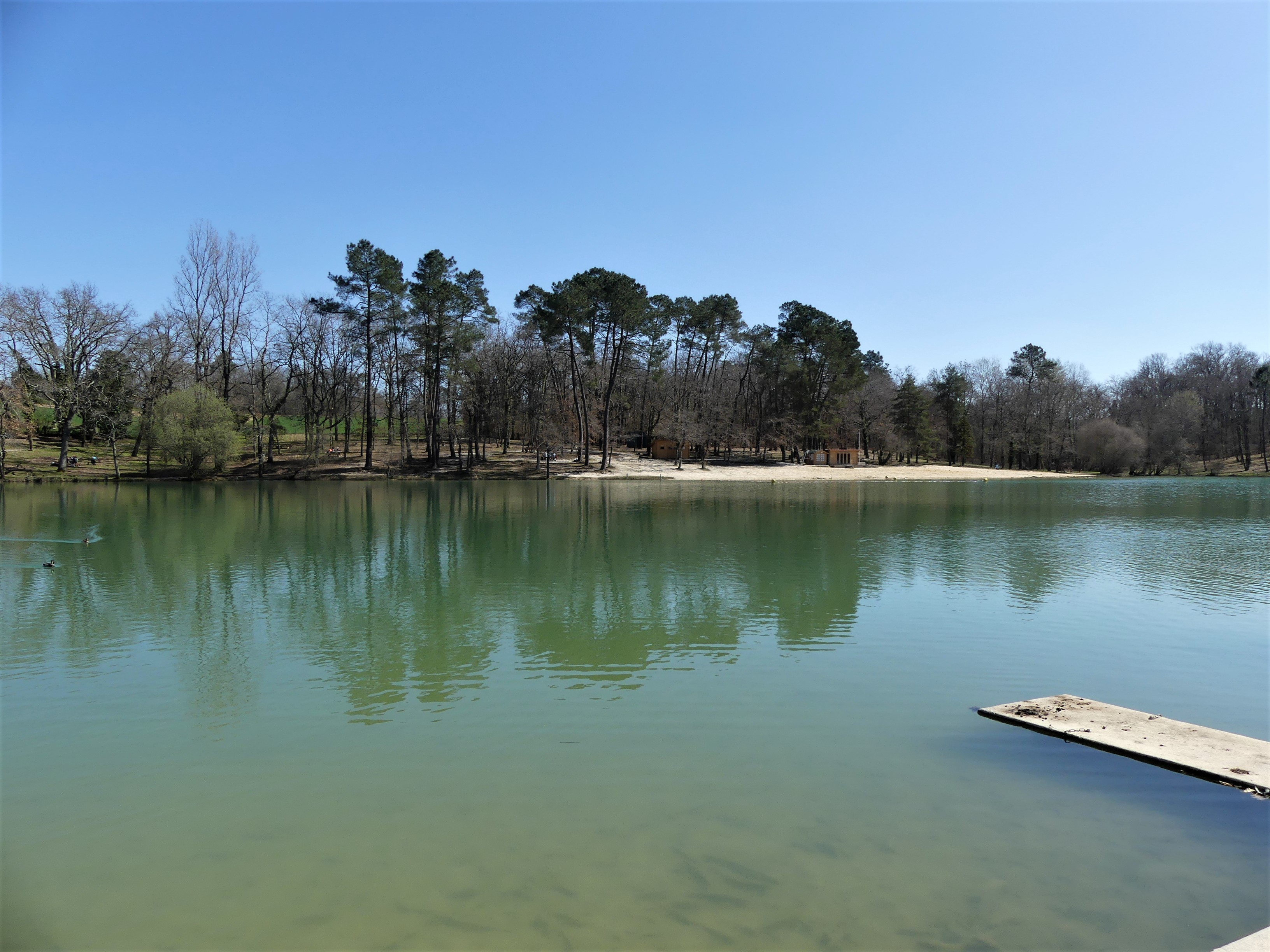
La rive orientale du lac de Neufont.

### Patrimoine naturel
Au sud-est, la vallée du Caudeau fait partie d'une zone naturelle d'intérêt écologique, faunistique et floristique (ZNIEFF) de type I où deux espèces déterminantes ont été recensées en 2008, une libellule l'Agrion de Mercure (Coenagrion mercuriale) et une plante l'Orchis à fleurs lâches (Anacamptis laxiflora),.

### Héraldique
Pour un article plus général, voir Armorial des communes de la Dordogne.
| Blason de Saint-Amand-de-Vergt | Blason  | Taillé : d'or à un chêne arraché de sinople englanté du champ, et d'azur à une mitre d'argent. |
| Blason de Saint-Amand-de-Vergt | Détails | Le statut officiel du blason reste à déterminer.                                               |

## Pour approfondir